# 김정임 (정치인)
김정임(생년 미상 ~ )은 조선민주주의인민공화국의 정치인이다. 당 역사연구소 소장이며, 조선로동당 중앙위원회 정치국 위원이다. 최고인민회의 제12기 대의원이다.

## 경력
1985년 4월 조선로동당 역사연구소 부소장에 임명되었다. 1992년 4월, 김일성훈장을 받았다. 2009년 4월 최고인민회의 제12기 대의원이 되었으며, 같은 해 12월에 당 역사연구소 소장으로 승진했다.
2005년 연형묵 사망, 2010년의 김중린과 조명록 사망 당시에 국가 장의위원회 위원을 맡았다.
2010년 9월, 당 중앙군사위원회 위원과 조선로동당 중앙위원회 위원에 선임되었다.